# Rudolf Reibold
Rudolf Reibold (* 1. Dezember 1936) ist ein Brigadegeneral außer Dienst des Heeres der Bundeswehr. Zuletzt war er von 1991 bis 1995 ständiger Vertreter des Präsidenten des Amtes für den Militärischen Abschirmdienst.

## Leben
Reibold war langjähriger Angehöriger des Militärischen Abschirmdienstes. Anfang 1984 war er als Oberst der Lehrgruppenkommandeur der Lehr- und Übungsgruppe MAD an der Schule für Nachrichtenwesen der Bundeswehr in Bad Ems. Später wurde er, als Nachfolger von Oberst Wolfgang Kilian, Kommandeur der MAD-Gruppe IV in Mainz. Im Anschluss war er als Brigadegeneral in seiner letzten Verwendung als Nachfolger von Rudolf von Hoegen ab April 1991 ständiger Vertreter des Präsidenten des Amtes für den Militärischen Abschirmdienst in der Konrad-Adenauer-Kaserne in Köln. Am 28. September 1997 wurde er durch den zum Präsidenten aufgestiegenen von Hoegen in den Ruhestand verabschiedet und Ablauf jenen Monats in den Ruhestand versetzt. Ihm folgte Klaus Hartmann nach.
Reibold unterstützte das Buch „Stets am Feind“ von Helmut R. Hammerich über den Militärischen Abschirmdienst. Er ist im  Verein für Geschichte, Denkmal- und Landschaftspflege Bad Ems, für den er einige historische Schriften verfasste, und wohnt in Bad Ems.

## Schriften
- Vom Zauber des Rheins ergriffen: ausgewählte Aspekte zur Rheinromantik im Welterbe UNESCO Oberes Mittelrheintal: eine Spurensuche mit Hilfe einer Tagesexkursion am 1. September 2018 (= Emser Hefte. Band 564). Verein für Geschichte, Denkmal- und Landschaftspflege e.V, Bad Ems 2000, DNB 1219226823.
- Die Gießhalle in Sayn Teil 1. Eine Annäherung an ihren Baumeister, den Ingenieurarchitekten Carl Ludwig Althans (1788 – 1864) ; Geschichte und Rolle als erstes Musterbeispiel modernen Eisenskelettbaus mit vorgefertigten Teilen, in Verbindung mit Glasgefachen des 19. Jahrhunderts (= Emser Hefte. Band 416, 1). Verein für Geschichte, Denkmal- und Landschaftspflege e.V, Bad Ems 2014, DNB 1067435530.
- Die Gießhalle in Sayn Teil 2. Eine Annäherung an ihren Baumeister, den Ingenieurarchitekten Carl Ludwig Althans (1788 – 1864) ; Geschichte und Rolle als erstes Musterbeispiel modernen Eisenskelettbaus mit vorgefertigten Teilen, in Verbindung mit Glasgefachen des 19. Jahrhunderts (= Emser Hefte. Band 416, 2). Verein für Geschichte, Denkmal- und Landschaftspflege e.V, Bad Ems 2014, DNB 1067435689.